# Atreus

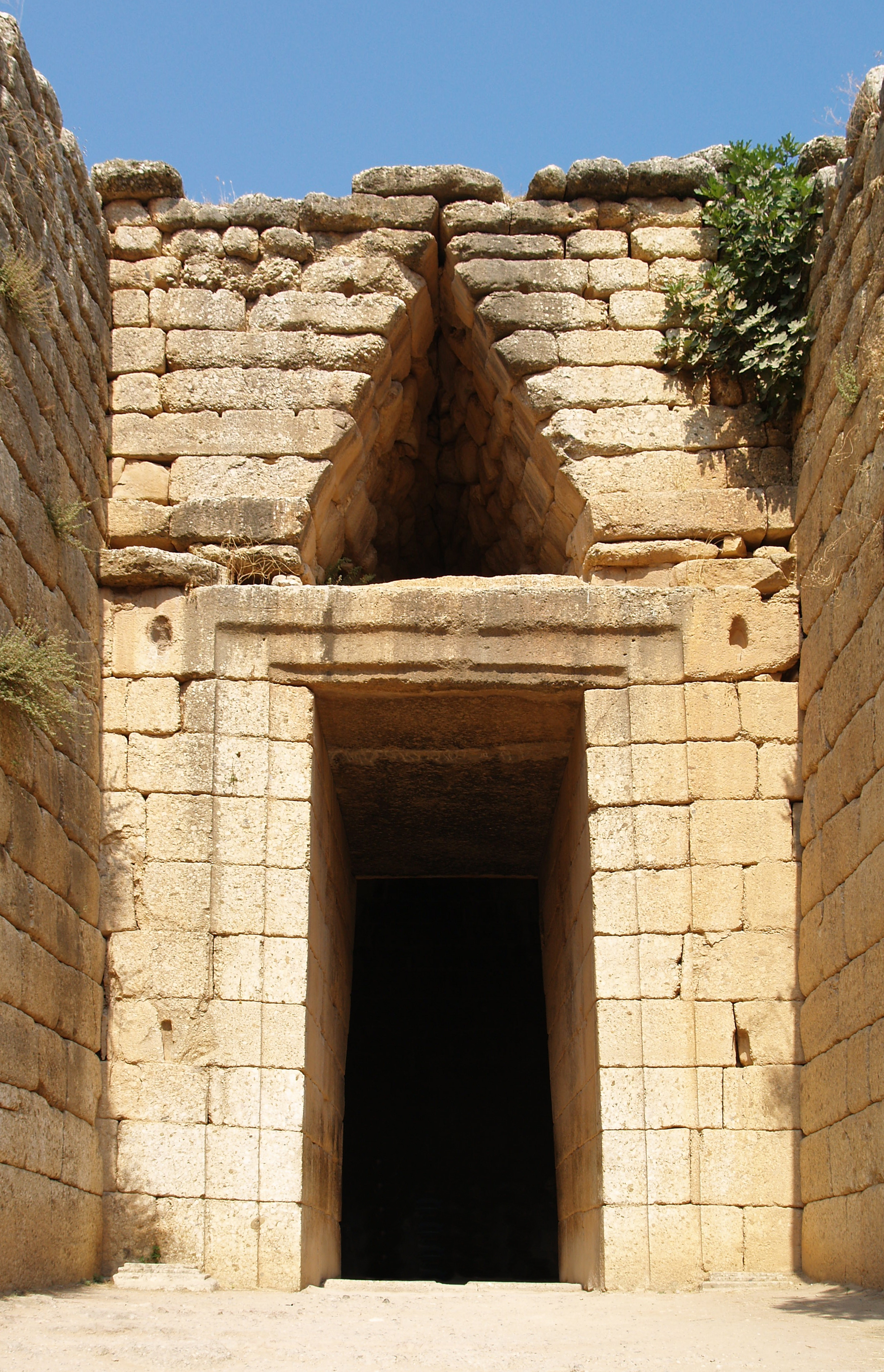
Eingang zum „Schatzhaus des Atreus“, erbaut um 1250 v. Chr. in Mykene

Atreus (altgriechisch Ἀτρεύς Atreús, deutsch ‚furchtlos‘) ist in der griechischen Mythologie ein König von Mykene, der Sohn des Pelops und der Hippodameia, der Enkel des Tantalos und der Vater von Agamemnon und Menelaos, den Atriden, zwei griechischen Helden vor Troja.

## Mythos
Bekannt wurde Atreus als zeitweiliger Herrscher und König von Mykene, Erneuerer der Olympischen Spiele sowie als Angehöriger jenes Geschlechts, das durch seine Schandtaten den Fluch der Götter heraufbeschwor. Diese hatten mit den Verbrechen des Tantalos begonnen und in direkter Linie ihre Fortsetzung gefunden: Pelops, Atreus Vater, hatte Myrtilos, einen Sohn des Hermes getötet und Letzterer hatte geschworen, diesen Verrat an Pelops Nachkommen – den Pelopiden – zu rächen. Pelops hatte mit der Nymphe Axyoche einen Sohn, Chrysippos, der sehr schön war. Nach der für diese Erzählung bedeutenderen Version fürchtete Atreus’ Mutter Hippodameia, Pelops könnte Chrysippos zum Thronfolger bestimmen. Daher ermordete sie Chrysippos. Nach manchen Versionen beging Hippodameia die Tat alleine, nach anderen zusammen mit ihren Söhnen Atreus und Thyestes.
Atreus floh nun zu seiner Schwester Nikippe nach Mykene, über das ihr Sohn Eurystheus als König regierte. Als dieser zu einem Feldzug gegen die Herakleiden aufbrach, ernannte er für die Zeit seiner Abwesenheit Atreus als Interimsherrscher. Nachdem Eurystheus im Kampf gefallen war, wurde Atreus zum rechtmäßigen König gewählt. Andere behaupten, dass noch König Sthenelos – der König von Mykene und Vater des Eurystheus – sowohl Atreus wie auch Thyestes in der Nähe, nämlich in Midea, wohnen hieß. Erst ein Orakel riet dann, einen Pelopiden zum neuen König zu wählen, als Sthenelos wie auch Eurystheus schon gestorben waren.
Atreus hatte aber geschworen, sein bestes Lamm der Artemis, der Göttin der Jagd, zu opfern. Als er seine Herde suchte, fand er ein goldenes Lamm, das er seiner Frau Aërope gab, um es vor der Göttin zu verstecken. Aerope aber gab es ihrem Liebhaber Thyestes, ebenfalls ein Bruder des Atreus, der diesen dann dazu überredete, dass derjenige, der das Lamm habe, auch der König sein solle. Thyestes wies nun das Lamm vor und beanspruchte den Thron für sich. Atreus erhielt den Thron zurück, nachdem er einen Rat des Götterboten Hermes befolgt hatte: Thyestes stimmte der Rückgabe des Throns zu für den Fall, dass sich die Sonne rückwärts bewege, ein Kunststück, das Zeus zustande brachte. Thyestes wurde verbannt.
Als Atreus vom Ehebruch seiner Gattin erfuhr, vertrieb er aus Eifersucht seinen Bruder Thyestes. Später scheinbar wieder versöhnt, bewirkte er die Heimkehr seines Bruders und lud ihn zu einem Gastmahl ein. Nach einer Sage, die dem römischen Stoiker Seneca als Vorlage für ein besonders grausames Theaterstück diente, ließ er Thyestes’ Söhne töten, um sie ihrem Vater zum Mahl vorzusetzen. Ein Orakel empfahl Thyestes, wenn er einen Sohn mit seiner eigenen Tochter Pelopeia bekomme, werde dieser Atreus töten. Dieser Sohn war Aigisthos. Als er geboren wurde, wurde er von seiner Mutter aus Scham über den Inzest weggegeben. Ein Schafhirte fand das Kind und gab es Atreus, der Aigisthos wie einen eigenen Sohn aufzog. Als Aigisthos erwachsen wurde, offenbarte ihm Thyestes, dass er sowohl sein Vater als auch sein Großvater sei, woraufhin Aigisthos den Atreus tötete.

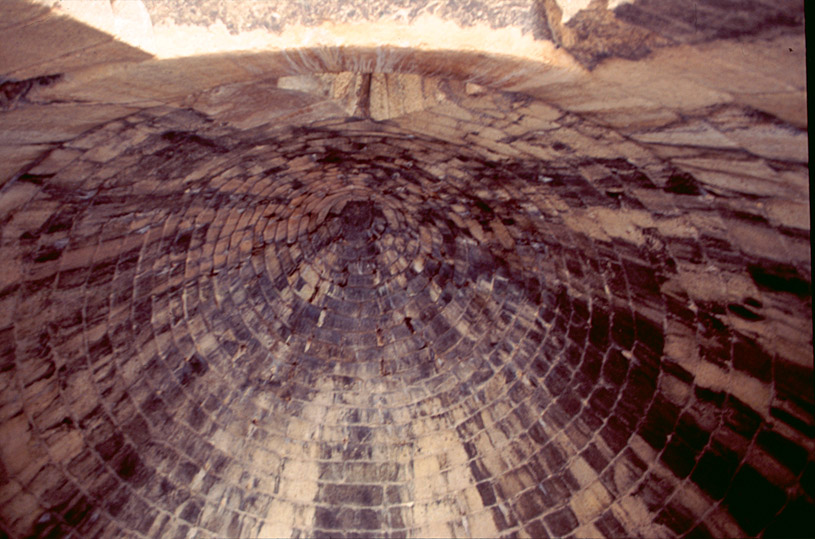
Teil der Kuppel im „Schatzhaus“

Als Schatzhaus des Atreus wird heute das prachtvollste der in Mykene erhaltenen Königsgräber bezeichnet.